# Physodium adenodes
Physodium adenodes là một loài thực vật có hoa trong họ Cẩm quỳ. Loài này được (Goldberg) Fryxell mô tả khoa học đầu tiên năm 2001.